# José Fernández Blanco
José Fernández Blanco, né le 30 juillet 1956, est un homme politique espagnol membre du Parti socialiste ouvrier espagnol (PSOE).

## Biographie

### Vie privée
Il est marié et père d'une fille et deux fils.

### Profession
Il est enseignant de l'éducation primaire.

### Activités politiques
Il est élu maire de Puebla de Sanabria en 1991 jusqu'en 2024. Il est député à la députation provinciale de Zamora de 1995 à 2007.
Le 20 novembre 2011, il est élu sénateur pour Zamora au Sénat et réélu en 2015 et 2016. Il l'a déjà été auparavant pour la VIIIe législature.